# La isla misteriosa (película de 1961)

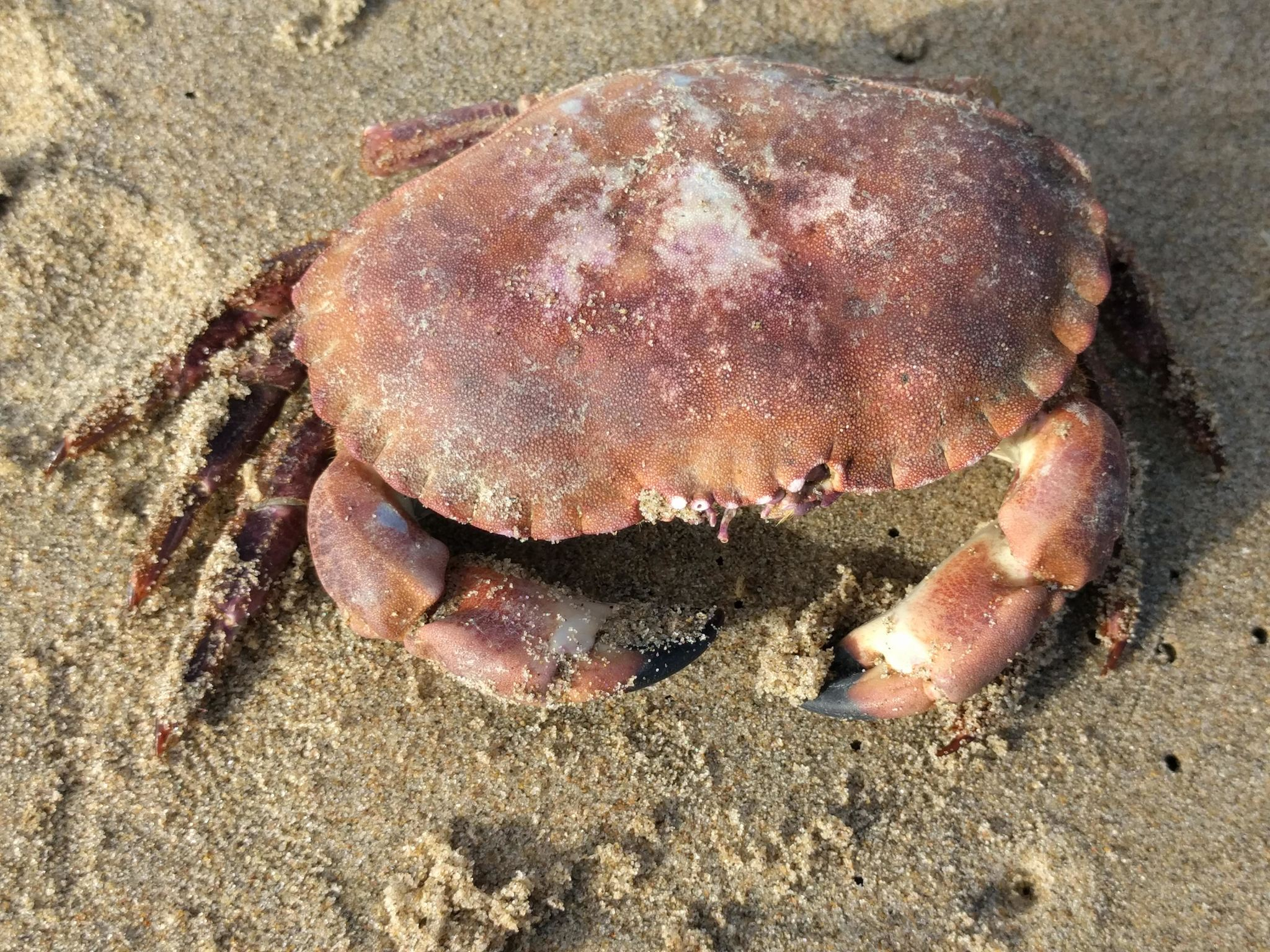
La marioneta de un Cancer pagurus, creada por Ray Harryhausen, fue usada para representar al cangrejo gigante.

La isla misteriosa (Mysterious Island) es una película británicoestadounidense de 1961 de los géneros de aventura, ciencia ficción y fantasía basada en la novela homónima de Julio Verne. 
La película fue dirigida por Cy Endfield, y contó con los efectos especiales de Ray Harryhausen y con la actuación de Michael Craig, Joan Greenwood, Michael Callan, Gary Merrill y Herbert Lom.

## Rodaje
La película fue rodada en los Estudios Shepperton y en estas localizaciones:
- Comunidad Valenciana.
  - Benidorm (Alicante).
- Cataluña.
  - Costa Brava (Gerona). 
    - Cala Sa Conca, en S'Agaró (Castillo de Aro).

## Sinopsis
Durante la Guerra de Secesión, dos soldados unionistas, el capitán Cyrus Harding (Michael Craig) y el cabo Neb Nugent (Dan Jackson), prisioneros en una cárcel confederada, logran huir en un globo aerostático de observación. Se llevan como rehenes al sargento confederado Pencroft (Percy Herbert) y al periodista Gideon Spilitt (Gary Merrill). 
Atraviesan volando los Estados Unidos y una tormenta los lleva a sobrevolar el Océano Pacífico, el globo cae en las cercanías de una playa. El capitán Harding toma el mando del grupo, que sale de exploración en busca de agua y alimentos. Pronto se dan cuenta de que se hallan en una isla muy extraña, con plantas y animales de gran tamaño, y son atacados por un cangrejo gigante.
Un par de días después, encuentran en la playa a dos damas sobrevivientes de un naufragio: la aristocrática Lady Mary Fairchild (Joan Greenwood) y su hermosa sobrina Elena (Beth Rogan). Por ellas se enteran de están cerca de Nueva Zelanda. 
Más tarde, encuentran un cofre en el que hay armas, un sextante y el diario de un hombre que fue abandonado en la isla por unos piratas. 
Todos los componentes del grupo logran sobrevivir, pero también se dan cuenta de que alguien los está vigilando y los está ayudando a afrontar los peligros, sobre todo cuando regresan a la isla los piratas. 
Entonces se presenta el capitán Nemo (Herbert Lom), quien se había refugiado en la isla después de su fracasado intento de emplear la técnica para acabar con todas las guerras. 
El capitán les cuenta que está desarrollando un proyecto para terminar con el hambre en el mundo, de ahí el exagerado tamaño de las plantas y de los animales. 
Pero una erupción del volcán de la isla termina con sus buenas intenciones y con su vida. Inutilizado el Nautilus, el resto empleará la nave de los piratas, reflotada gracias a un ingenio del capitán Nemo, para huir de la isla antes de que el volcán termine por destruirla.

## Reparto
- Michael Craig: el capitán Cyrus Harding.
- Joan Greenwood: Lady Mary Fairchild.
- Michael Callan: Herbert Brown.
- Gary Merrill: el periodista Gideon Spilitt.
- Herbert Lom: el capitán Nemo.
- Beth Rogan: Elena Fairchild.
- Percy Herbert: el sargento Pencroft.
- Dan Jackson: el cabo Neb Nugent.

## Producción
Las escenas de playa fueron rodadas en Castillo de Aro en Cataluña, España. La fuga de la prisión confederada fue filmada en Church Square, Shepperton, Inglaterra. Los interiores fueron rodados en Shepperton Studios.
La animación de las criaturas en stop-motion fue creada por Ray Harryhausen. Todos los muñecos, excepto el pájaro gigante (que fue reutilizado en la película El valle de Gwangi en 1969) aun existen.

### Música
La música fue compuesta por Bernard Herrmann, que ya había compuesto la partitura de otras películas de Harryhausen, como Jason y los argonautas y Simbad y la princesa.